# Le Général dans son labyrinthe
Vous lisez un « bon article » labellisé en 2013.
Le Général dans son labyrinthe (en espagnol : El general en su laberinto) est un roman de l'écrivain colombien et prix Nobel de littérature Gabriel García Márquez. Il s'agit d'un récit romancé des derniers jours de Simón Bolívar, le libérateur et premier président de la République de Colombie (Grande Colombie). 
Publié pour la première fois en 1989, le livre raconte le voyage de Bolívar de Bogota à la côte nord de la Colombie, alors qu'il cherche à quitter l'Amérique du Sud pour s'exiler en Europe. Ce sera le dernier qu'il entreprendra puisque, au bout de celui-ci, il meurt des suites d'une maladie mystérieuse sans avoir pu prendre la mer pour le vieux continent.
Ses précédents romans tels que Cent ans de solitude et L'Amour aux temps du choléra ayant été des succès, García Márquez décide d'écrire un livre sur « Le Libérateur » après avoir lu un ouvrage inachevé d'Álvaro Mutis sur ce sujet. García Márquez demande alors à son confrère la permission de rédiger un ouvrage sur l'ultime voyage de Bolívar. Après deux ans de recherches pendant lesquels il étudie notamment les 34 tomes des mémoires de Daniel Florence O'Leary (l'aide de camp de Bolívar) et divers documents historiques, García Márquez publie son roman sur les sept derniers mois de la vie du général sud-américain. C'est la vie de Bolívar qui constitue le « labyrinthe » évoqué dans le titre, un labyrinthe fait des mille souvenirs que l'ouvrage rappelle et dans lequel il nous introduit.
Le mélange des genres dans Le Général dans son labyrinthe le rend difficile à classer dans l'un de ceux-ci et les critiques ne s'accordent pas sur la place exacte à lui donner entre le roman et le récit historique (et toutes les nuances dans les différences qui les distinguent). La présence de passages romancés doit tout à l'inspiration de García Márquez. Il traite de certains des incidents les plus intimes de la vie de Bolívar, ce qui provoque une certaine indignation dans quelques pays d'Amérique latine où le livre a été publié. De nombreuses et éminentes personnalités latino-américaines ont estimé que le roman a sali la réputation de l'une des plus importantes figures historiques de cette partie du monde et en a donné une image négative dans les autres continents. D'autres voient dans Le Général dans son labyrinthe une manière féconde de provoquer la culture latino-américaine et un défi lancé à ce continent par rapport aux problèmes qu'il doit affronter.

## Rédaction du roman

### Prémices

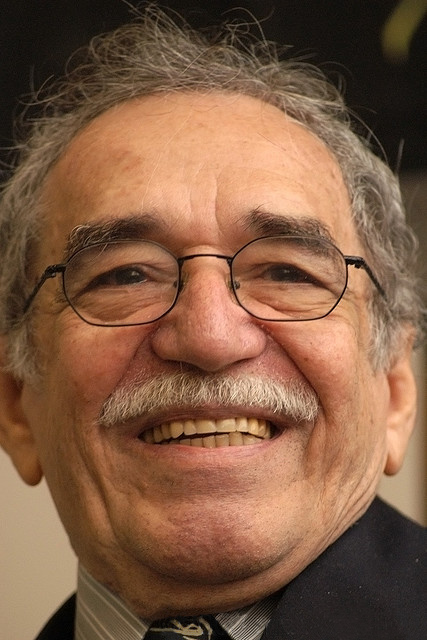
Gabriel García Márquez en 2002.

Peu après avoir terminé L'Amour aux temps du choléra (1985), Gabriel García Márquez décide de créer un roman sur Simón Bolívar. Il s'intéresse plus particulièrement au dernier voyage du Libérateur sur le río Magdalena.
L'idée  d'écrire un livre à ce sujet lui vient initialement de son ami et compatriote, l'écrivain colombien Álvaro Mutis, à qui l'ouvrage est dédié. En effet, Mutis avait commencé à rédiger un livre intitulé El Último Rostro au sujet du dernier voyage de Bolívar le long du fleuve Magdalena, sans jamais le terminer. De plus, écrire quelque chose sur le Magdalena intéresse García Márquez car il connaît bien la région depuis sa plus tendre enfance. Deux ans après avoir lu El Último Rostro, García Márquez a demandé à Mutis la permission de rédiger un ouvrage sur l'ultime voyage de Bolívar.
García Márquez a estimé que la plupart des informations disponibles sur Bolívar étaient unidimensionnelles : « Personne n'a jamais dit dans les biographies de Bolívar qu'il chantait ou qu'il était constipé… Mais les historiens ne disent pas ces choses car ils pensent qu'elles ne sont pas importantes ». Dans l'épilogue du roman, García Márquez relate qu'il a travaillé sur le livre pendant deux ans. La tâche lui a été rendue difficile, non seulement en raison de son manque d'expérience dans la conduite de recherches historiques, mais aussi faute de témoignages sur les derniers moments de la vie de Bolívar.
García Márquez a étudié de nombreux documents historiques différents, tels que les lettres de Bolívar, des journaux du XIXe siècle et les 34 tomes des mémoires de Daniel Florence O'Leary. Il s'est fait aider par divers experts comme le géographe Gladstone Oliva, l'historien Eugenio Gutiérrez Celys (qui avait coécrit un ouvrage intitulé Bolívar Día a Día avec l'historien Fabio Puyo) et l'astronome Jorge Pérez Doval ; García Márquez a également utilisé un registre dressé par Pérez Doval pour dater les nuits de pleine lune du vivant de Bolívar. García Márquez a aussi travaillé en étroite collaboration avec Antonio Bolívar Goyanes, un parent éloigné de Bolívar, lors de la phase de relecture du livre. Dans ce roman à propos d'un héros à l'échelle du continent, « le désespoir, la maladie et la mort l'emportent inévitablement sur l'amour, la santé et la vie ». Rompant avec la représentation héroïque traditionnelle de Simón Bolívar, García Márquez dépeint un personnage pathétique, un homme prématurément vieilli, physiquement malade et mentalement épuisé. Le roman est écrit à la troisième personne, avec des retours en arrière sur des événements particuliers de la vie de Simón Bolívar surnommé « le Général ».

### Contexte historique

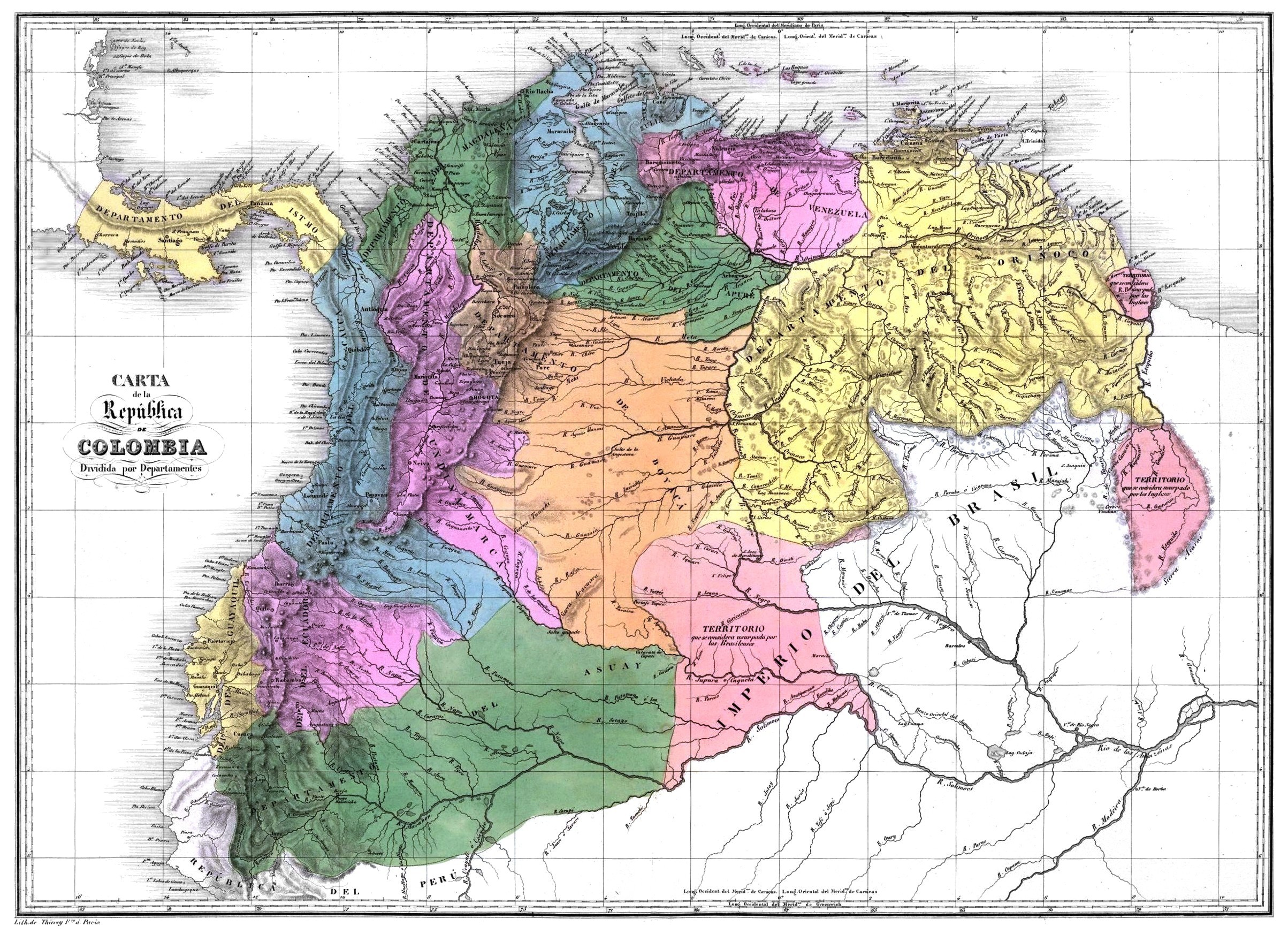
La Grande Colombie, dirigée par Simón Bolívar de 1819 à 1830, englobait une grande partie du nord de l'Amérique du Sud.

L'histoire se déroule en 1830, à la toute fin de la campagne initiale de Bolívar pour garantir l'indépendance de l'Amérique latine de l'Espagne. La majeure partie de l'Amérique espagnole a acquis son indépendance à cette date, seuls Cuba et Porto Rico restant encore sous la domination espagnole.
En quelques décennies après l'arrivée de Christophe Colomb en 1498 sur la côte du territoire aujourd'hui appelé Venezuela, l'Amérique du Sud est effectivement conquise par l'Espagne et le Portugal.  Au début du XIXe siècle, plusieurs facteurs ont eu un impact sur le contrôle de l'Espagne sur ses colonies : l'invasion de l'Espagne par Napoléon en 1808, l'abdication de Charles IV, le renoncement de Ferdinand VII à sa succession et l'accession de Joseph Bonaparte au trône espagnol. Les colonies ont été pratiquement coupées de l'Espagne et les révolutions américaine et française ont incité de nombreux créoles (des descendants de colons espagnols nés en Amérique) à profiter de la faiblesse espagnole. En conséquence, l'Amérique latine a été dirigée par des juntes indépendantes et des gouvernements coloniaux autonomes.
Au début du XIXe siècle, Bolívar a mené dans le nord de l'Amérique du Sud les premières tentatives pour se libérer de l'emprise de l'Espagne. Lui et les mouvements indépendantistes ont remporté de nombreuses batailles au Venezuela, en Nouvelle-Grenade et dans les actuels Équateur et Pérou. Son rêve d'unir les nations hispano-américaines sous un gouvernement central a presque été atteint. Cependant, peu de temps après que les colonies d'Amérique du Sud sont devenues indépendantes de l'Espagne, des problèmes se posent dans les capitales et des guerres civiles ont éclaté dans certaines provinces ; Bolívar a perdu beaucoup de ses partisans et est tombé malade. L'opposition à sa présidence a continué de grandir et, en 1830, après onze ans au pouvoir, il a démissionné de ses fonctions de président de la République de Colombie (Grande Colombie).

### Résumé du roman
- Le voyage initié par Simón Bolívar et décrit par García Márquez commence à Santa Fe de Bogota et se termine avec sa mort en périphérie de Santa Marta.

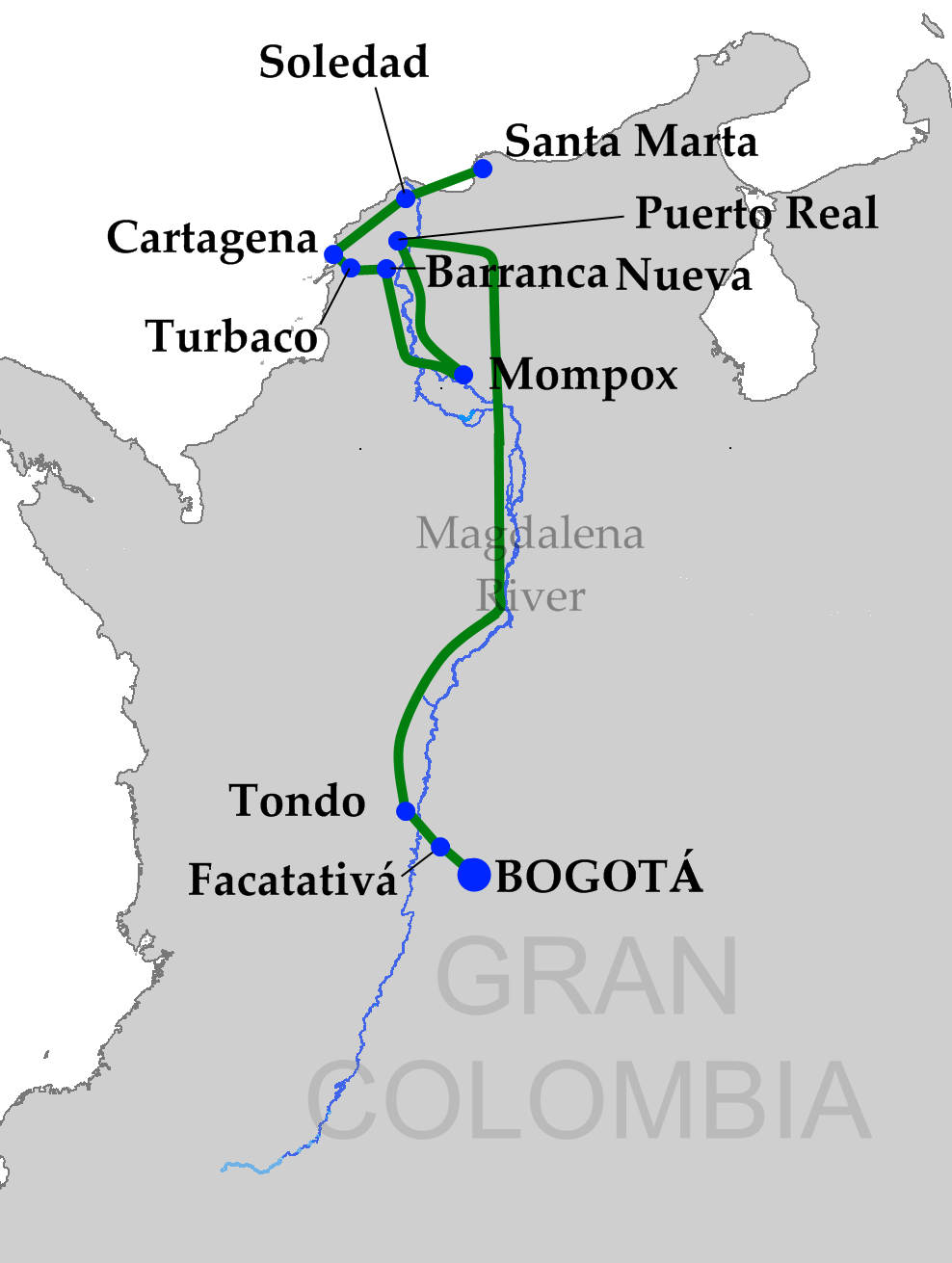
Le voyage initié par Simón Bolívar et décrit par García Márquez commence à Santa Fe de Bogota et se termine avec sa mort en périphérie de Santa Marta.

L'histoire commence le 8 mai 1830 à Santa Fe de Bogota. Le Général prépare son voyage vers le port de Carthagène des Indes, souhaitant quitter la Colombie pour l'Europe. Après sa démission en tant que président de la Grande Colombie, les peuples des territoires qu'il a libérés se sont maintenant retournés contre lui, griffonnant des graffitis anti-Bolívar et lui jetant des détritus. Le Général est pressé de passer à autre chose, mais il doit rappeler au vice-président élu, le général Domingo Caycedo, qu'il n'a pas encore reçu du gouvernement  la permission de quitter le pays. Le Général part de Bogota avec les quelques fonctionnaires qui lui sont encore fidèles, dont son confident et aide de camp, José Palacios. À la fin du premier chapitre, pour la seule fois dans le roman, le Général est désigné par son titre complet, le général Simón José Antonio de la Santísima Trinidad Bolívar y Palacios.
Le premier soir du voyage, le Général s'arrête à Facatativá avec son entourage composé de José Palacios, de cinq aides de camp, de ses commis et de ses deux chiens. Ici, comme durant l'intégralité du voyage qui suit, la perte de prestige du Général est évidente, ses revers de fortune le surprenant lui-même. Sa maladie, non identifiée, entraîne une dégradation physique qui le rend méconnaissable et son aide de camp est constamment confondu avec le Libérateur.
Après de nombreux contretemps, le Général et ceux qui l'accompagnent arrivent à Honda, où le gouverneur, Posada Gutiérrez, a organisé trois jours de fêtes. Lors de sa dernière nuit à Honda, le Général retourne tard à son camp et retrouve une de ses vieilles amies, Miranda Lyndsay, qui l'attend. Le Général se rappelle qu'elle avait appris l'existence d'un complot contre sa vie et l'avait sauvé quinze ans auparavant. Le lendemain matin, le Général commence son voyage consistant à descendre la rivière Magdalena. Son affaiblissement physique et sa fierté sont évidents lorsqu'il descend la pente qui conduit à l'embarcadère. En effet, alors qu'il a besoin d'une chaise à porteurs, il refuse de l'utiliser. Après avoir quitté Honda, le groupe reste une nuit à Puerto Real où le général affirme qu'il a vu une femme qui a chanté pendant la nuit. Ses aides de camp et le gardien de la maison effectuent une recherche, mais ils ne parviennent pas à découvrir la moindre trace d'une femme aperçue dans les environs.
Le Général et ses compagnons arrivent au port de Mompox. Ils y sont arrêtés par des policiers qui ne le reconnaissent pas.  Ils demandent son passeport, mais il est incapable d'en fournir un. Finalement, la police apprend son identité par le neveu du Général, Fernando, et l'escorte jusqu'au port. Les gens croient encore qu'il est le président de la Grande Colombie et organisent des banquets en son honneur, mais ces festivités sont écourtées en raison du manque de force et d'appétit du Général. Après plusieurs jours, le Général et sa suite partent pour Turbaco.
Le groupe passe une nuit blanche à Barranca Nueva avant l'arrivée à Turbaco. Le plan initial est de continuer vers Carthagène des Indes le lendemain, mais le Général est informé qu'il n'y a pas de bateau disponible en partance pour l'Europe et que son passeport n'est toujours pas arrivé. Lors de son séjour dans la ville, il reçoit la visite du général Mariano Montilla et de quelques autres amis. La détérioration de son état de santé est de plus en plus évidente. Ainsi, l'un de ses visiteurs décrit son visage comme celui d'un homme mort. Le Général est rejoint à Turbaco par le général Daniel Florencio O'Leary et reçoit des nouvelles des machinations politiques en cours : Joaquín Mosquera, successeur désigné à la présidence de la Grande Colombie, a pris le pouvoir, mais sa légitimité est encore contestée par le général Rafael Urdaneta. Le Général se rappelle que son rêve « commença à s'écrouler le jour même où il se réalisa ».
Le Général reçoit enfin son passeport et, deux jours plus tard, il part avec ses compagnons pour Carthagène des Indes et la côte où plusieurs réceptions sont organisées en son honneur. Pendant tout ce temps, il est entouré de femmes, mais il est trop faible pour avoir des relations sexuelles. Le Général est profondément affecté quand il apprend que son grand ami et successeur préféré pour la présidence, le maréchal Sucre, est tombé dans une embuscade et a été assassiné d'une balle dans le dos. Alors qu'il a plusieurs occasions pour embarquer en direction de l'Europe, il ne cesse de reporter son départ.
Il apprend par un de ses aides de camp que le général Rafael Urdaneta a repris la direction du gouvernement de Bogota et que des manifestations et des émeutes en faveur d'un retour au pouvoir de Bolívar ont éclaté. Le Général, qui semble retrouver la santé, propose à Urdaneta de reprendre le Venezuela, élaborant un plan en vue de cet objectif militaire. L'entourage du Général se met en route vers Santa Marta mais  doit s'arrêter à Soledad pendant plus d'un mois, l'état de santé de Bolívar ne cessant de décliner. Il accepte alors, pour la première fois, de consulter un médecin.
Le Général ne quittera jamais l'Amérique du Sud. Il embarque sur un brigantin, terminant son voyage dans la quinta de San Pedro Alejandrino près de Santa Marta, trop faible pour continuer et son état de santé empirant, accompagné seulement de son médecin et de ses plus proches collaborateurs. Il termine ses jours dans la pauvreté, il n'est plus que l'ombre de l'homme qui a libéré une grande partie du continent.

## Personnages

### Le Général

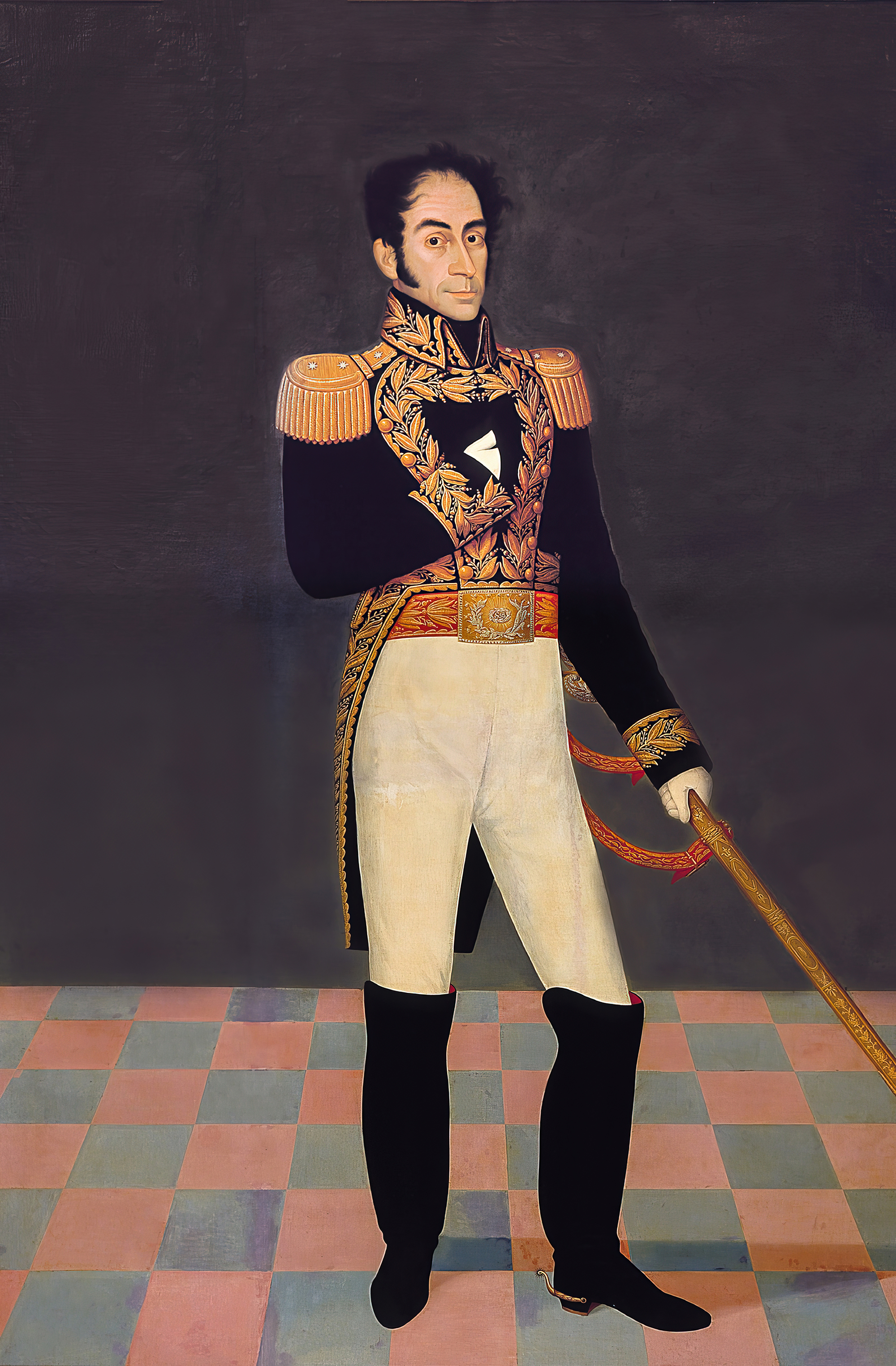
Simón Bolívar peint en 1825 par José Gil de Castro.

Le personnage principal du roman est « le Général », également appelé « le Libérateur ». Gabriel García Márquez ne nomme qu'une seule fois son protagoniste comme étant Simón Bolívar, le personnage historique, dont le titre complet était « Général Simón José Antonio de la Santísima Trinidad Bolívar y Palacios ». Le portrait romanesque d'un héros national et latino-américain, qui remet en question les données historiques, a été ressenti comme un outrage par certains lors de la publication du livre.
Au début du roman, le Général a 46 ans et il se meurt lentement au cours de son dernier voyage vers le port de Carthagène des Indes d'où il prévoit de partir pour l'Europe. Selon Palencia-Roth, « Bolívar n'est pas seulement décrit ici dans un rôle de victime, mais également comme un vecteur des imperfections tragiques de la politique latino-américaine ». La chance du Simón Bolívar historique a commencé à tourner en 1824 après la victoire de son général Antonio José de Sucre à Ayacucho. Le roman s'appuie sur le fait historique que Bolívar ne s'est jamais remarié après le décès de son épouse, María Teresa Rodríguez del Toro y Alayza. García Márquez utilise d'autres faits avérés comme points de départ d'un portrait imaginaire de Bolívar tels que son dévouement à l'armée par-dessus tout, son vieillissement prématuré et sa mauvaise humeur. Concernant ce dernier trait de caractère, l'aide de camp de Bolívar, O'Leary, remarquait que « son tempérament impérieux et impatient ne tolérait jamais le plus petit retard dans l'exécution d'un ordre ».
Dans un entretien avec María Elvira Samper, García Márquez admet que le portrait qu'il fait de Bolívar est partiellement un autoportrait. Il s'identifie à Bolívar à bien des égards, leur méthode pour contrôler leur colère et exprimer leurs points de vue philosophiques étant similaires : comme le déclare l'écrivain, tous deux ont décidé « de ne pas donner trop d'importance à la mort, parce que cela peut nous distraire des choses fondamentales, de ce qu'on est en train de faire dans la vie »,.

### José Palacios
C'est avec le nom de José Palacios que commence le récit romanesque, José Palacios qui, comme le personnage historique du même nom, est « le majordome de longue date » de Bolívar. Selon le critique littéraire Seymour Menton, l'identification totale de Palacios avec Bolívar constitue la trame du roman. Palacios est constamment au service du Général et, parfois, lui seul est autorisé à entrer sans frapper dans ses appartements. Il a appris à vivre avec l'imprévisibilité de son maître et n'a pas la prétention de lire dans ses pensées. Né esclave, il est de six ans plus jeune que le Général et a passé sa vie entière à son service. Dans tout le roman, Palacios fournit au Général des précisions ou des rappels à propos de dates et événements lors des moments de désenchantement du Général. Selon un critique, la capacité de Palacios à rappeler des événements passés de la vie de Bolívar est essentielle pour permettre à García Márquez de recréer le personnage, car cela permet de replacer l'histoire officielle de Bolívar dans le contexte de la vie quotidienne.

### Manuela Sáenz

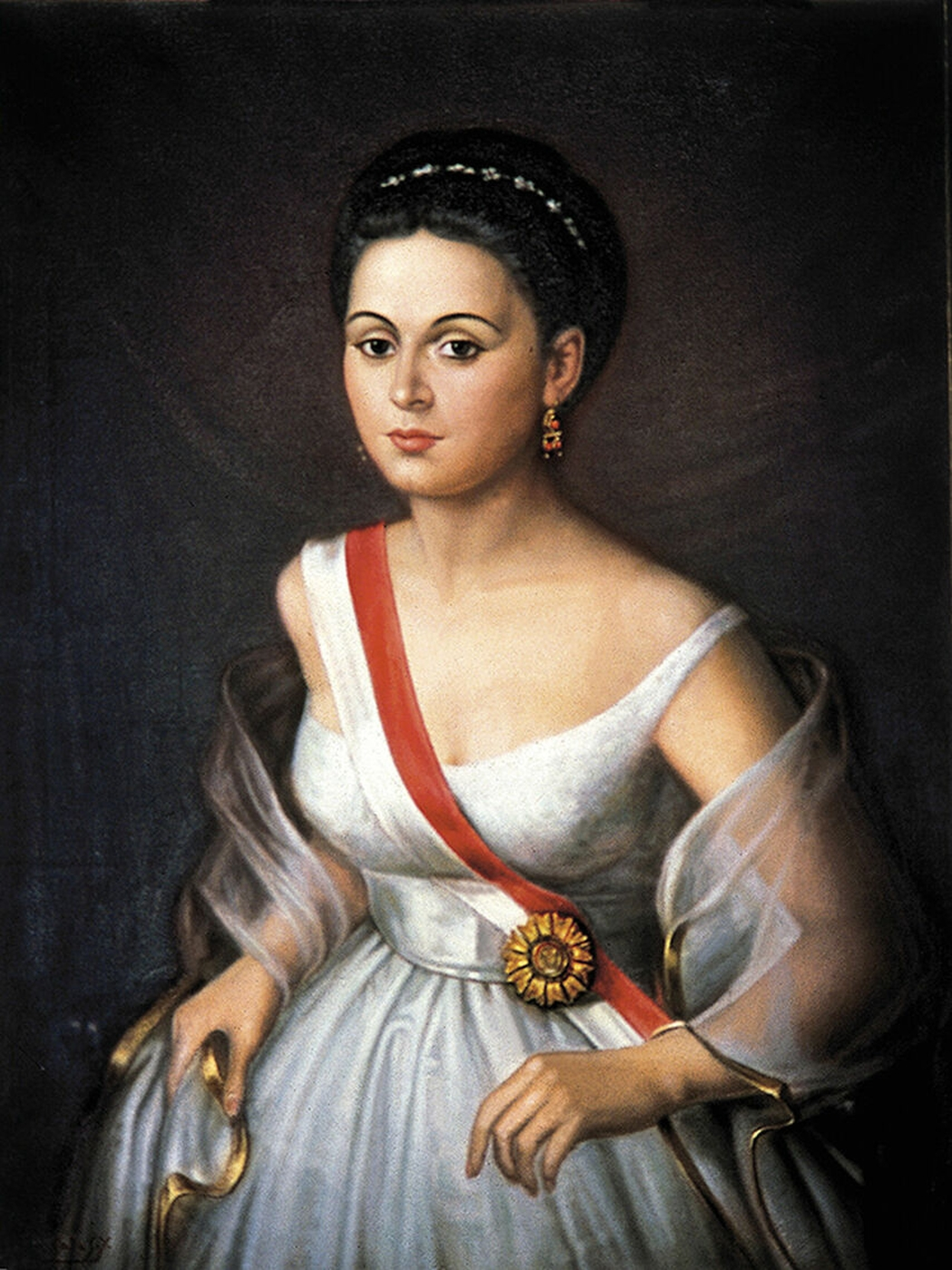
Manuela Sáenz, portant l'insigne de l'ordre du Soleil.

Manuela Sáenz est l'amour de longue date du Général, le dernier depuis la mort de son épouse, 27 ans auparavant. Son personnage est créé par García Márquez à partir de la vraie Doña Manuela Sáenz de Thorne qui fut la maîtresse de Simon Bolívar. Ce dernier la surnomma d'ailleurs « la libératrice du Libérateur » après qu'elle l'a sauvé d'une tentative d'assassinat dans la nuit du 25 septembre 1828. Le portrait imaginaire qu'en fait l'écrivain colombien a  contribué à la revalorisation du personnage historique, de plus en plus reconnu selon l'historien vénézuélien Denzil Romero « pas seulement comme une maîtresse, mais comme la femme intelligente, indépendante et forte qu'elle était ».
Dans le roman, elle est décrite comme la Quitène aguerrie qui aimait Bolívar mais qui ne devait pas le suivre jusqu'à la mort. Le Général laisse derrière lui Manuela Sáenz, mais, durant tout le roman, il lui écrit. Elle tente également de lui envoyer des lettres afin de lui donner des nouvelles de la situation politique, mais les porteurs de dépêches ont pour consigne de ne pas les livrer.
Comme le personnage historique sur lequel elle est fondée, la Manuela Sáenz du roman est mariée au docteur James Thorne, un médecin anglais deux fois plus âgé qu'elle,. La véritable Manuela Sáenz quitte Thorne après que Bolívar lui déclare son amour éternel. Dans le roman, elle est dépeinte comme astucieuse et rebelle, d'une irrésistible grâce, d'un sens du pouvoir et d'une ténacité à toute épreuve.

### Général Francisco de Paula Santander

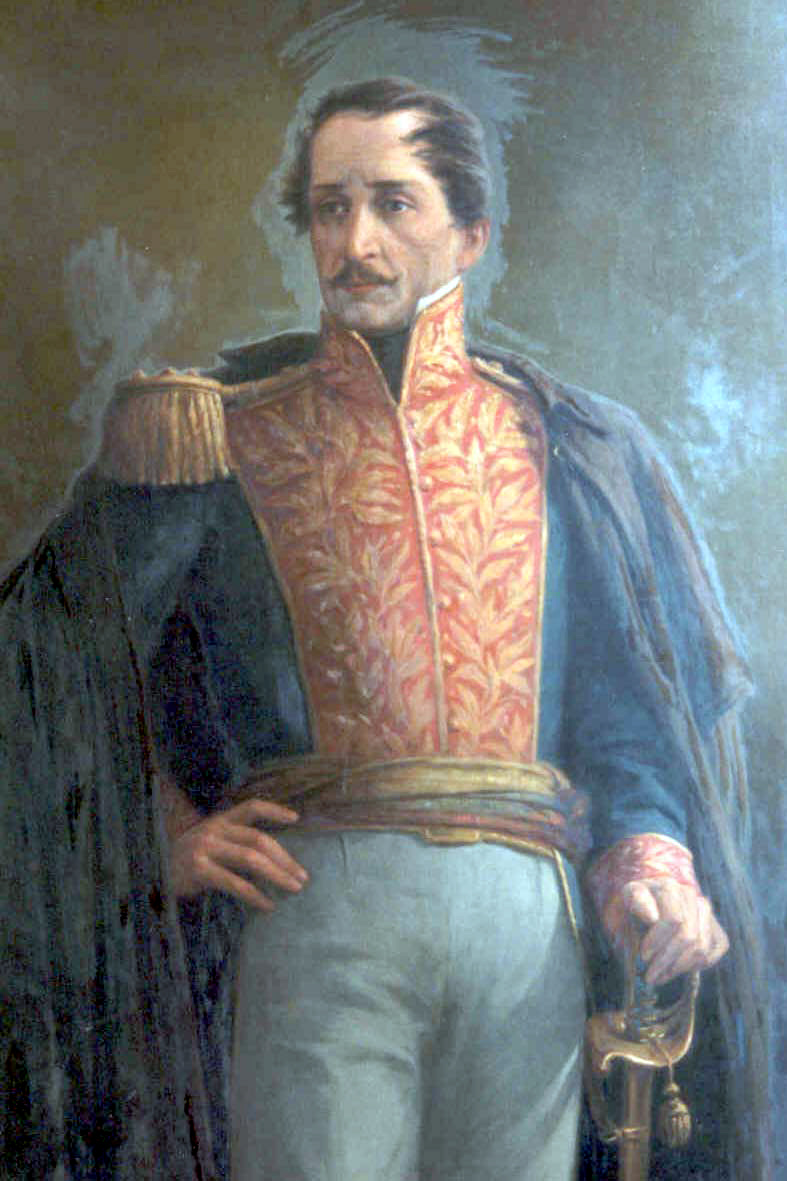
Le général Francisco de Paula Santander.

En méditant le passé, le Général rêve de son ancien ami Francisco de Paula Santander et y pense souvent. Le véritable Francisco de Paula Santander était un ami de Simón Bolívar, mais il fut plus tard accusé d'avoir participé à un complot visant à assassiner Le Libérateur et exilé. Dans le roman, le Général, qui lui donne le surnom de Cassandre, se souvient qu'il avait, par le passé, nommé Santander pour gouverner la Colombie, car il le considérait comme un soldat efficace et vaillant. Il a vu autrefois en Santander  « un autre moi, et peut-être même meilleur que moi ». Mais, à l'époque des évènements du Général dans son labyrinthe, Santander est devenu l'ennemi du Général et a été exilé à Paris après son implication le 25 septembre 1828 dans la conspiration visant à l'assassinat de Bolívar. Le Général est décrit comme tourmenté par l'idée que Santander puisse revenir de son exil en France ;  il rêve, par exemple, que Santander mange les pages d'un livre, qu'il est couvert de cafards et qu'il s'arrache ses propres yeux.

### Maréchal Antonio José de Sucre

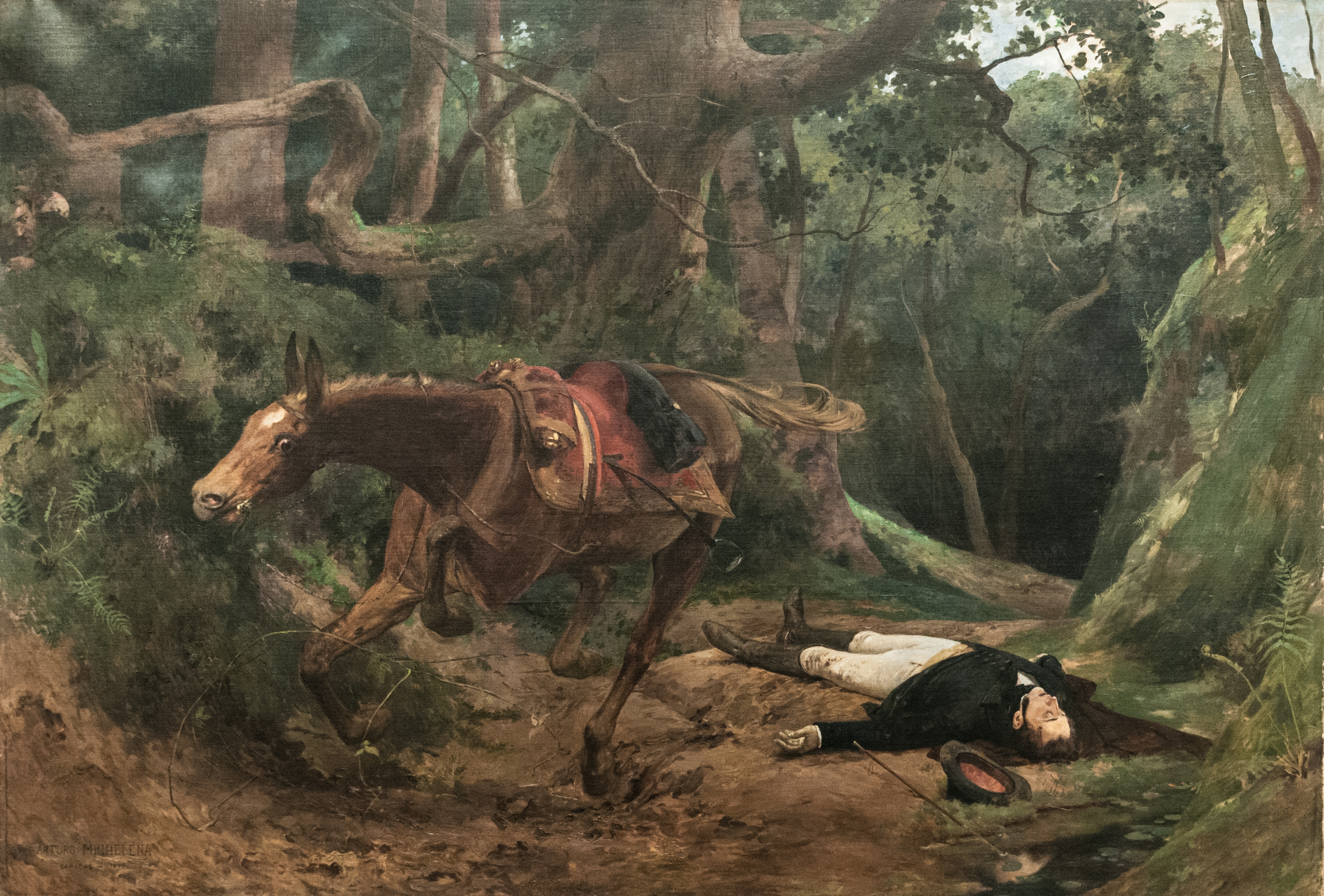
Mort de Sucre à Berruecos, d'Arturo Michelena (1895).

Le maréchal Antonio José de Sucre est dépeint comme un ami intime du Général. Le véritable Antonio José de Sucre, le maréchal d'Ayacucho, a été le général en qui Simón Bolívar avait le plus confiance. García Márquez le décrit comme « intelligent, ordonné, timide et superstitieux ». Le maréchal est marié à Doña Mariana Carcelén, marquise de Solanda, avec qui il a une fille. Dans le premier chapitre du roman, le Général demande à Sucre qu'il lui succède au poste de président de la République, mais le maréchal rejette cette proposition. Sucre explique son refus par le fait qu'il veut seulement vivre sa vie pour sa famille, déclarant au Général qu'il a l'intention de célébrer la fête de San Antonio à Quito avec elle. Le maréchal n'assiste pas au départ du Général de Santa Fe de Bogota, personne ne l'ayant prévenu à ce sujet. Lorsque le Général apprend que Sucre a été assassiné à Berruecos sur le chemin de retour à Quito, il vomit du sang.

### Autres personnages
Le roman tourne autour de la figure romancée de Bolívar et intègre de nombreux personnages secondaires qui font partie du groupe qui entoure le Général durant son voyage, qu'il rencontre sur son chemin ou qui peuplent ses souvenirs ainsi que les rêves qui surgissent de son passé. Parfois, ils sont reconnaissables à des manies particulières ou liés à des événements mineurs mais significatifs. Le général José María Carreño, un membre de son entourage, est l'un d'eux. Son bras droit a été amputé à la suite d'une blessure au combat et une nuit, il révélera un secret militaire en parlant dans son sommeil. À d'autres moments, ils servent de prothèses pour le Général qui est dorénavant sans pouvoirs. Par exemple, Fernando, le neveu du Général, est « le plus serviable et le plus patient des nombreux secrétaires du Général » et ce dernier le réveille à toute heure pour qu'il lui lise un livre sans intérêt ou pour qu'il prenne des notes sur des improvisations urgentes finalement détruites le lendemain.
L'épouse du Général, María Teresa Rodríguez del Toro y Alayza, est l'un des personnages secondaires les moins développés. En effet, les lecteurs apprennent juste qu'elle est décédée dans des circonstances mystérieuses peu de temps après son mariage avec le Général qui l'aurait « ensevelie au fond d'un oubli aveugle, comme un remède brutal pour pouvoir continuer à vivre sans elle ». Elle n'apparaît que fugitivement dans ses souvenirs dans le dernier chapitre du livre. Selon Seymour Menton, elle est « reléguée au second plan » par Manuela Sáenz, dont García Márquez raconte l'histoire comme si c'était elle la veuve du Général. Cependant, la mort de María Teresa a marqué la naissance historique du Général qui n'a jamais cherché à la remplacer.

## Thèmes principaux

### Politique
Dans Le Général dans son labyrinthe, García Márquez exprime ses opinions politiques à travers le personnage de Bolívar. Ainsi, Álvarez Borland souligne que, dans la scène où le général répond au diplomate français du nom de Diocles Atlantique, ses propos reflètent étroitement ceux de l'auteur lors de son discours d'acceptation du prix Nobel de littérature en 1982. Le diplomate critique le barbarisme en Amérique latine et les moyens brutaux utilisés pour tenter de parvenir à l'indépendance. Bolívar attire alors l'attention sur le fait que l'Europe a mis des siècles pour progresser et atteindre son niveau actuel ; l'Amérique du Sud a donc le droit de faire comme bon lui semble son Moyen Âge. De même, García Márquez déclare dans son discours d'acceptation que « la vénérable Europe serait peut-être plus compréhensive si elle essayait de nous voir à travers son propre passé. Si elle se rappelait que Londres a eu besoin de 300 ans pour construire sa première muraille… ».
Le roman a été publié en 1989, alors que l'Union soviétique se désintégrait et que la carte politique était en train d'être radicalement redessinée. En étudiant Le Général dans son labyrinthe, la romancière Margaret Atwood donne un autre exemple d'un passage où García Márquez soulève des problèmes politiques à travers les propos du Général. Ainsi, Bolívar déclare à un de ses aides de camp que les États-Unis « sont tout-puissants et terribles et finiront, avec leurs balivernes sur la liberté, par nous couvrir tous de misère ». Atwood note la pertinence contemporaine de cette analyse, puisque « les motifs de la politique latino-américaine et de l'intervention des États-Unis sur ce sujet n'ont pas beaucoup changé en 160 ans ». Elle suggère également que la transformation de Bolívar en personnage de fiction par García Márquez est une leçon « pour notre propre période turbulente… Les révolutions ont depuis longtemps l'habitude de dévorer leurs géniteurs ». Le personnage central du livre est un homme en fin de vie, qui a vu échouer sa révolution et son rêve d'une Amérique latine unie.

### Le thème du labyrinthe
Selon le critique littéraire David Danow, le labyrinthe du titre du roman fait référence à « une série de labyrinthes qui sont subordonnés aux questions de l'histoire, de la géographie et de la biographie … qui aboutissent systématiquement et définitivement à une impasse », ce qui est le cas avec la mort du Général dans le roman. Son dernier voyage le long du Magdalena l'amène à une suite d'aller-retours d'un point à un autre qui l'entraîne lui et son escorte dans une impasse. Le labyrinthe ne mène pas au bonheur, mais au contraire à la folie qui provient de ce qu'il s'interroge constamment sur le passé et sur un avenir impossible. À la fin de sa vie, le Général est devenu l'ombre de lui-même. Le labyrinthe rappelle aussi le labyrinthe construit pour emprisonner le Minotaure dans la mythologie grecque et les incessants voyages et quêtes des anciens héros grecs. De l'avis de Danow, « le labyrinthe reflète les errances et les difficultés du héros en quête du sens et de la résolution des vicissitudes de la vie ».
Par ailleurs, García Márquez représente le corps du Général comme un labyrinthe. Son médecin observe ainsi que « tout ce qui entre par la bouche fait grossir et tout ce qui en sort avilit ». Le corps du Général est décrit comme un « labyrinthe arrivant à une véritable impasse ». La notion de labyrinthe est également exprimée à travers les informations géographiques et architecturales. L'avenir du pays est imaginé comme une rupture, un pliage du nord sur le sud. Les mers offrent l'espoir d'une nouvelle vie et d'un nouveau monde, mais plus le Général est proche de la Colombie, moins il a la possibilité de partir. García Márquez décrit les bâtiments comme intimidants, réverbérant les échos d'un passé sanglant. La représentation labyrinthique du monde que se fait le Général est soulignée par son retour incessant vers les villes et villages qu'il a visités auparavant : chacun de ces lieux appartient aussi bien au passé qu'au présent. Le Général dans son labyrinthe brouille les frontières entre perdition dans un monde construit par l'Homme et errance dans le monde naturel. Vers la toute fin du roman, peu avant sa mort, le Général se demande encore « comment sortir de ce labyrinthe ».

### Destin et amour
Le sort de Bolívar est connu dès le début et García Márquez utilise constamment des images annonciatrices de cette fin. Par exemple, une horloge octogonale dont l'heure est bloquée à 01h07, l'heure précise de la mort du Général, apparaît à plusieurs reprises dans le roman,,,. Ce sentiment de fatalité est introduit dans l'épigraphe à travers une lettre écrite par le véritable Bolívar au Général Santander le 4 août 1823 : « Il paraît que le démon dirige les choses de ma vie ». Comme Palencia-Roth le fait remarquer, le terme utilisé en espagnol pour « démon » est demonio plutôt que celui de diablo plus familier. Demonio dérive du mot grec Daimon, ce qui peut signifier aussi bien la puissance divine, le sort ou le destin. En conséquence, le Général se résigne à son sort et accepte sa destinée funèbre, ayant, par ailleurs, toujours eu « la certitude mélancolique qu'il mourrait dans son lit, pauvre et nu, sans la consolation de la reconnaissance publique ».
Le thème de l'amour est au centre du roman. Bolívar avait une réputation de coureur de jupons et de nombreux livres ont été écrits sur ses liaisons, mais comme  le roman le montre, au cours des sept derniers mois de sa vie, le Général a perdu ce qui lui avait permis de nourrir cette réputation. García Márquez fait intervenir de nombreuses femmes durant tout le roman, dont beaucoup sont de son invention, explorant l'amour à travers les souvenirs du Général. Dans le livre, José Palacios estime le nombre d'amours du Général à trente-cinq, outre les relations d'une nuit. Palencia-Roth note que la présence de ces femmes « permet une exploration labyrinthique de sa vie avant son dernier voyage » et émet l'hypothèse que l'auteur utilise l'amour comme un baromètre du cœur et de la santé du Général. Bien qu'il soit habituellement dit que Bolívar a succombé à la tuberculose, Palencia-Roth estime que, selon García Márquez, le Général meurt du manque d'amour: « Méprisé par beaucoup de ses compatriotes, abandonné de tous à l'exception de quelques commis et associés, laissé — au cours des sept derniers mois de sa vie — sans même la compagnie de sa maîtresse de longue date Manuela Sáenz, Bolívar n'avait pas d'autre choix que de mourir le cœur brisé ».

### Nombres et symboles religieux
Les nombres sont un aspect symbolique important du roman. Le livre est divisé en huit chapitres, presque tous de longueur égale, qui représentent l'histoire d'amour de huit ans entre le Général et Manuela Sáenz. Les dernières heures du Général sont indiquées via une horloge octogonale. Les allusions au chiffre trois sont encore plus fréquentes dans le roman. La spécialiste de García Márquez, Isabel Rodríguez Vergara, note que ce chiffre, lié à la Trinité qui occupe une place essentielle dans la symbologie de la messe catholique, est répété 21 fois dans le livre. Elle cite Mircea Eliade : « Dans le roman, il représente un sacrifice symbolique visant à obtenir la rédemption de l'humanité, celui de Bolívar, un rédempteur incompris sacrifié par son propre peuple ».
Rodríguez Vergara constate que le Général est comme un être surnaturel dont la mort est entourée d'autant de signes tels que la pluie, les fêtes et les épidémies. Le roman commence avec Bolívar immergé dans des eaux purificatrices, dans un état d'extase et de méditation qui suggère un rituel sacerdotal. Une des femmes avec qui dort le Général, la reine Marie-Louise, est décrite comme une vierge ayant le profil d'une idole, ce qui est une probable allusion à la Vierge Marie. Le Général monte un mulet dans les dernières villes lors de son voyage vers la mort, faisant référence à l'entrée du Christ dans Jérusalem. Les causes de sa mort demeurant inconnues, le peuple décide de brûler ses effets personnels, par crainte de contracter sa maladie. Selon Rodríguez Vergara, « Bolívar a été sacrifié en tant que bouc émissaire afin de purger la culpabilité de la communauté ».
René Girard interprète la récurrence de la pluie dans le roman comme l'un des rituels de purification que la communauté doit subir pour se prémunir contre la contagion de la violence. Les fêtes peuvent constituer un autre rituel de purification et également symboliser la guerre. Ainsi, des fêtes sont organisées afin d'honorer le Général quand il arrive dans une ville, mais, à d'autres moments, les manifestations politiques à l'encontre du Général sont prises pour des fêtes. Selon Rodríguez Vergara, c'est une façon de montrer comment « l'information est manipulée » et « dépeint une atmosphère où fête et guerre sont des synonymes ».

### Mélancolie et deuil

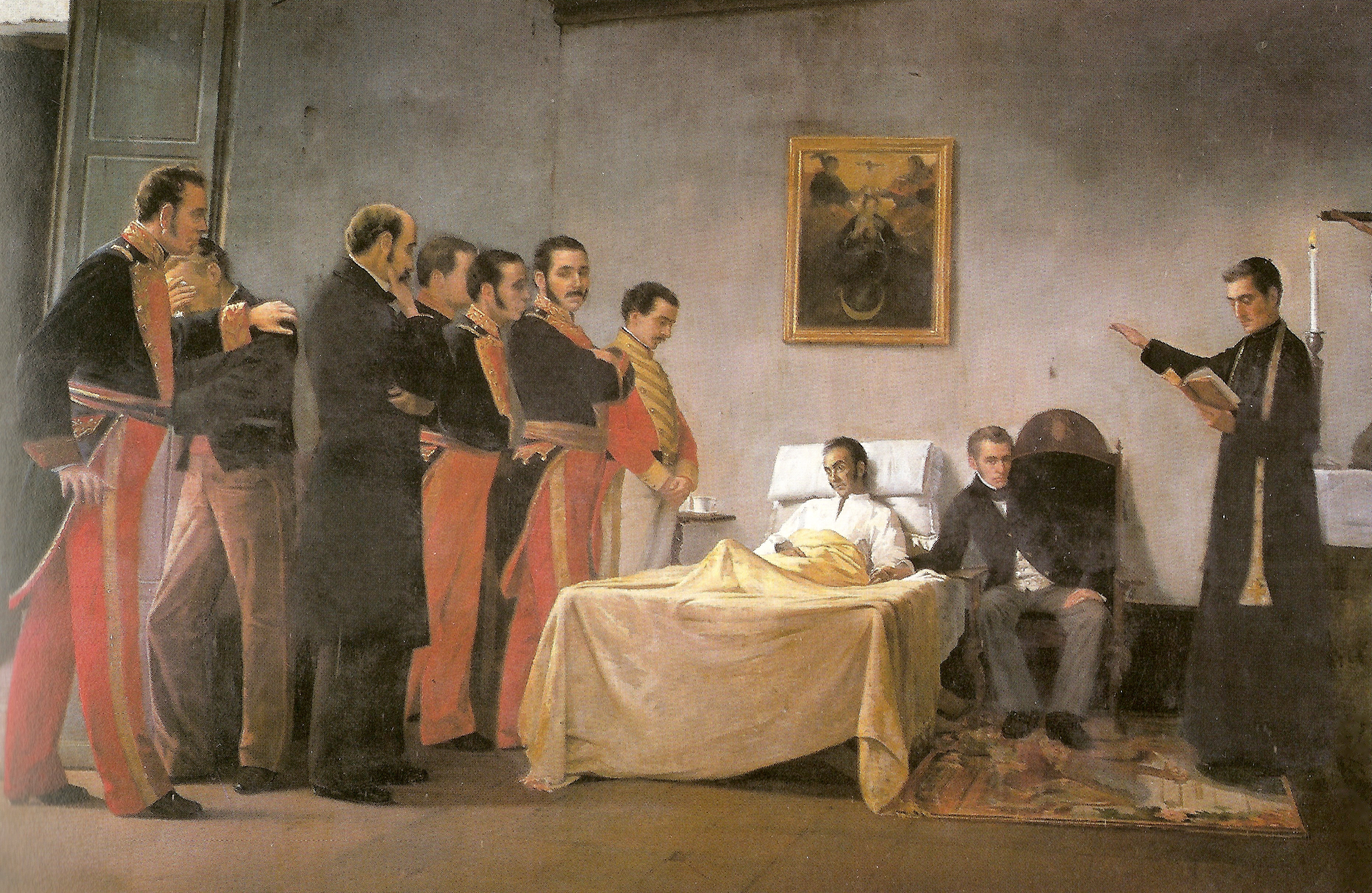
La Muerte del Libertador, peint en 1883 par Antonio Herrera Toro.

Le spécialiste de la culture latino-américaine Carlos J. Alonso s'appuie sur la théorie freudienne pour soutenir l'idée que le roman est essentiellement un dispositif thérapeutique, conçu pour aider l'Amérique latine à dépasser son rapport problématique à la modernité. Il compare ceci à la façon dont le deuil et ses effets réparateurs remplacent la colère dans le processus d'acceptation d'un décès. Les deux sont des mécanismes permettant de faire face à la perte. Alonso estime que Le Général dans son labyrinthe, du fait que le roman est presque entièrement centré sur la mort du Général, oblige le lecteur à affronter l'horreur de ce processus. Selon Alonso, le lecteur est censé passer « d'une relation mélancolique vis-à-vis de la personne de Bolívar à une relation qui a les qualités thérapeutiques du deuil ».
Alonso suggère que l'histoire et la culture de l'Amérique latine ont débuté avec la perte du rêve de Bolívar d'un continent uni et se sont, en conséquence, développées depuis sous une ombre mélancolique. Ainsi, en forçant le lecteur à retourner à l'origine de la modernité en Amérique latine et à être confronté à sa mort de la manière la plus horrible, García Márquez l'oblige à passer de la mélancolie au deuil « afin que le fantôme de l'objet perdu de la modernité puisse cesser de régenter le mécanisme libidinal du discours culturel et de la vie historique de l'Amérique latine ».

### Repenser l'histoire
García Márquez fait part de ses observations sur la nature du fait historique en attirant l'attention sur la façon dont l'histoire est écrite. Le roman recrée un moment de la vie de Bolívar qui n'a pas de fondement historique, car il n'y a aucune trace des quatorze derniers jours de sa vie. Dans le récit de García Márquez, les lecteurs observent Bolívar dans l'intimité, voyant ses qualités humaines. Selon la critique Isabel Álvarez Borland, l'écrivain conteste l'histoire officielle pour représenter la vérité en décidant de romancer un héros national. Dans la section Remerciements du roman, García Márquez affirme ironiquement que ce qu'il écrit est plus historique qu'imaginaire et il parle en détail de sa propre méthodologie historique. En épousant le rôle de l'historien, il met en question la fiabilité de l'histoire écrite tout en écrivant lui-même. D'après Álvarez Borland, cela sert à « nous rappeler que le désir de vérité n'est la propriété d'aucun texte, il résulte plutôt de la façon dont un historien (en tant que lecteur) interprète les faits ».
Le Général dans son labyrinthe s'oppose également aux méthodes des historiens classiques en utilisant le registre oral. La narration peut être considérée comme un compte rendu oral parce qu'élaborée à partir des interactions verbales de gens ordinaires. Álvarez Borland explique que l'avantage de cette technique, comme expliqué par Walter Ong, c'est que « l'oralité d'une culture donnée, qui réside dans les contes non écrits de ses peuples, possède une spontanéité et une vivacité qui sont perdues dès lors que cette culture retranscrit ses contes à l'écrit ». La tradition orale restitue une vérité qui fait défaut à l'histoire officielle. Álvarez Borland conclut que Le Général dans son labyrinthe propose de nouvelles façons d'écrire le passé ; en effet, il prend en compte des voix qui n'ont jamais fait partie de l'histoire officielle écrite.

## Comparaisons avec les autres romans de García Márquez
Dans une interview publiée dans l'hebdomadaire colombien Revista Semana le 20 mars 1989, García Márquez a déclaré à María Elvira Samper « Au fond, je n'ai écrit qu'un seul livre, le même qui tourne continuellement en rond et se poursuit ». Selon Palencia-Roth, ce roman est une « sommation labyrinthique … des obsessions de longue date de García Márquez et des sujets toujours d'actualité : l'amour, la mort, la solitude, la puissance, le destin ».
Comme le patriarche dans L'Automne du patriarche de García Márquez, Bolívar est un dictateur absolu. Le patriarche n'est jamais désigné par son nom ; quant à Bolívar, il est identifié par son titre. Les ressemblances entre Bolívar et le Colonel Aureliano Buendía dans Cent ans de solitude suscitent la comparaison entre les deux personnages : ils pensent tous les deux que les guerres qu'ils ont menées ont été infructueuses et accablantes. De plus, ils ont tous deux été victimes de nombreuses tentatives d'assassinat, mais finissent cependant par mourir de mort naturelle. Enfin, tout comme Buendía dans Cent ans de solitude et Santiago Nasar dans Chronique d'une mort annoncée, le Général est convaincu que la vie est dirigée par le destin.
Palencia-Roth note que les critiques ont été frappés par le style élégiaque sans humour du Général dans son labyrinthe. Son atmosphère sombre qui est aussi le fait de son message sont similaires à ceux de L'Automne du patriarche. L'amour est un thème commun à L'Amour aux temps du choléra et au roman Le Général dans son labyrinthe, mais ce dernier est considéré comme une tragédie. Ces deux romans démontrent l'importance de l'œuvre de García Márquez.
Dans son essai The Task of the Historian in El general en su laberinto, Isabel Álvarez Borland affirme que, tout en s'inscrivant à bien des égards dans la lignée des premières œuvres de Garcia Marquez qui fait la critique de l'histoire officielle de l'Amérique latine, Le Général dans son labyrinthe s'en démarque nettement par certains aspects. D'après elle, dans Chronique d'une mort annoncée, le narrateur conteste la vérité du discours officiel. Quoi qu'il en soit, Le Général dans son labyrinthe « diffère de ces travaux antérieurs en utilisant des stratégies narratives qui cherchent à répondre d'une manière beaucoup plus ouverte et didactique aux questions que le roman pose au sujet de l'Histoire ».
Dans le résumé de l'ouvrage La ficción de Gabriel García Márquez: Repetición e intertextualidad d'Edward Hood, García Márquez est défini comme étant un auteur qui utilise la répétition et l'auto-intertextualité (intertextualité entre les œuvres d'un même auteur) intensivement dans ses fictions ; c'est aussi le cas pour Le Général dans son labyrinthe. Hood souligne ainsi quelques exemples évidents de répétition dans les œuvres de l'écrivain colombien : les thèmes de la solitude dans Cent ans de solitude, de la tyrannie dans L'Automne du patriarche et le désir de Bolívar d'un continent unifié dans Le Général dans son labyrinthe. Un exemple d'intertextualité c'est la répétition des mêmes schémas narratifs dans les différents romans. Par exemple, Jose Arcadio Buendia dans Cent ans de solitude et Bolívar dans Le Général dans son labyrinthe ont des rêves labyrinthiques.

## Genre

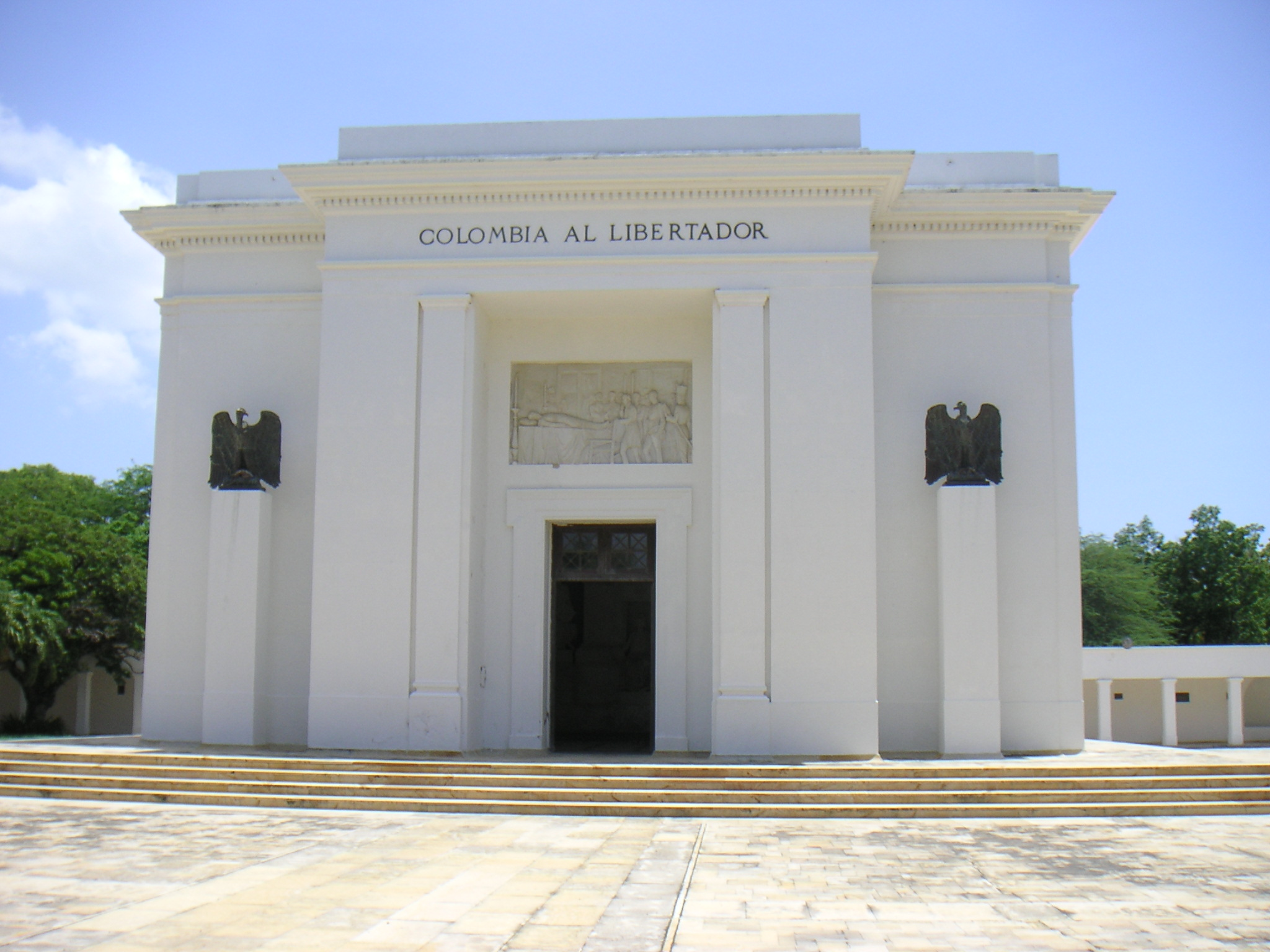
Mémorial à Simón Bolívar à Quinta de San Pedro Alejandrino juste à la sortie de Santa Marta, en Colombie. Les dernières pages du Général dans son labyrinthe se déroulent à Santa Marta.

Les critiques étudient le livre de Gabriel García Márquez en tant que roman historique, mais leur opinion diffère quant à savoir si c'est le terme qui convient. Ainsi, Selden Rodman hésite à considérer Le Général dans son labyrinthe comme étant un roman tellement cet ouvrage est documenté et donne le point de vue de Bolívar « sur tout, depuis la vie et l'amour jusqu'à sa constipation chronique et à son aversion pour la fumée de tabac ». Par ailleurs, Robert Adams suggère que García Márquez aurait « amélioré l'histoire ».  Selon le critique Donald L. Shaw, Le Général dans son labyrinthe est un « roman historique contemporain » (anglais : new historical novel), un genre qu'il affirme être le croisement entre le Boom, Post-Boom, et la fiction postmoderne dans la littérature latino-américaine : « Les romans historiques contemporains tendent soit à raconter de nouveau des événements historiques d'un point de vue non conventionnel, mais qui préserve leur intelligibilité, soit à remettre en question la possibilité même de donner quelque sens au passé ». Shaw estime que ce roman appartient à la première catégorie, García Márquez présentant à la fois un récit historique et sa propre interprétation des événements.
David Bushnell, dans The Hispanic American Historical Review, fait remarquer que l'œuvre n'est pas le pur récit historique que d'autres y voient. Le Bolívar de García Márquez est un homme « qui erre nu à travers la maison, souffre de constipation, utilise un langage grossier et bien plus encore ». Or, selon lui, beaucoup de ces détails ne reposent sur aucune source historique. Bushnell indique, toutefois, que le fait que le roman n'est pas rigoureusement historique ne le distingue pas nécessairement du travail des historiens professionnels. Il croit que la principale différence réside dans l'écriture de García Márquez qui « est bien plus lisible » que celle d'un véritable historien.
Cependant, dans un entretien avec María Elvira Samper qui lui demande si le livre est à classer dans la catégorie roman historique ou dans celle de l'histoire romancée, Gabriel García Márquez déclare que « c'est totalement un roman », l'absence de documentation sur le dernier voyage de Bolívar lui ayant permis de se mettre dans la tête du personnage. Ainsi, la psychologie du héros de son livre, son comportement et sa personnalité sont « de la fiction, basée sur beaucoup de documents ».

## Réception
Le roman a été au centre d'une importante controverse en Amérique latine. En effet, certains politiciens vénézuéliens et colombiens ont qualifié  d'« ordurière » la façon dont García Márquez présente Bolívar. Selon Stavans, ils ont accusé l'écrivain de « ternir l'extraordinaire renommée d'un personnage historique qui, au cours du XIXe siècle, a lutté pour unir le vaste monde hispano-américain ». La publication du roman a suscité l'indignation de nombreux hommes politiques et intellectuels latino-américains, car la description du Général n'est pas l'image sainte longtemps idéalisée par beaucoup. L'ambassadeur du Mexique en Autriche, Francisco Cuevas Cancino (es), a écrit une lettre accablante, largement diffusée à Mexico, s'opposant à la présentation de Bolívar par García Márquez. Il a déclaré que « le roman est parsemé d'erreurs factuelles, de conception, de neutralité, de compréhension des différents évènements historiques et de leurs conséquences... il est utilisé par les ennemis de l'Amérique latine qui se soucient seulement de pouvoir dorénavant dénigrer Bolívar et, à travers lui, nous tous ». Même les admirateurs du roman, tels que le premier diplomate vénézuélien et écrivain Arturo Uslar Pietri, s'inquiètent de ce que certains faits aient été déformés. Cependant, García Márquez croit que l'Amérique latine doit découvrir le labyrinthe du Général pour reconnaître et affronter le dédale de ses propres problèmes.
Plus positivement, un commentateur de télévision vénézuélienne considère le roman comme vivifiant pour la culture latino-américaine : « Les gens d'ici ont vu un Bolívar qui est un homme de chair et de sang qui leur ressemble ». En accord avec Bocaranda, l'auteur mexicain Carlos Fuentes estime que « ce qui ressort de ce livre de belle et poignante façon est un homme qui fait face au monde inconnu des idées démocratiques ». García Márquez dépeint avec réalisme une figure ridicule piégée dans un labyrinthe en grossissant les défauts du Général et en présentant une image de Bolívar contraire à ce qui est inculqué à l'école. Cependant, le roman décrit également Bolívar en tant qu'idéaliste et théoricien politique prédisant de nombreux problèmes qui entraveraient  les progrès de l'Amérique latine. García Márquez fait vivre un personnage  au courant des tensions raciales et sociales au sein de la société latino-américaine, qui craint l'endettement public et qui met en garde contre l'irresponsabilité économique. Il met également en garde son aide de camp, Agustín de Iturbide, contre une  future ingérence des États-Unis dans les affaires intérieures de l'Amérique latine.
Le Général dans son labyrinthe a été relativement mal reçu par le grand public aux États-Unis, en dépit des éloges de la critique. Le critique Ilan Stavans, qui loue le livre en le considérant comme « l'un des plus sophistiqués et les plus accomplis de l'écrivain », attribue cet accueil mitigé du public à la période où se déroule le roman et à la profusion d'informations historiques, aucune des deux n'intéressant les lecteurs anglophones. Isabel Álvarez Borland rejoint l'avis de Stavans en notant que « la critique aux États-Unis a largement célébré le portrait de ce héros national réalisé par García Márquez et l'a considéré comme un tour de force », observant dans un même temps qu'en Amérique latine le livre a fait l'objet de  critiques plus mitigées, allant de « l'outrage à l'éloge sans réserve ».
D'après la romancière et critique Barbara Mujica, la traductrice de l'ouvrage en anglais, Edith Grossman, saisit pleinement les multiples niveaux de signification du texte ainsi que les différences de ton de García Márquez. L'écrivain colombien a, par ailleurs, admis qu'il préfère ses romans dans leur traduction  en anglais.

## Éditions
La version originale en espagnol du roman Le Général dans son labyrinthe a été publiée simultanément en Argentine, en Colombie, au Mexique et en Espagne en 1989. La première version américaine a été considérée comme un best-seller dans le New York Times l'année suivante.
Le roman a été traduit en de nombreuses langues depuis sa première publication en espagnol, comme le détaille Sfeir de González en 2003.
| Année      | Langue             | Titre                                  | Traducteur                                      | lieu d'édition et éditeur                | Pages |
| ---------- | ------------------ | -------------------------------------- | ----------------------------------------------- | ---------------------------------------- | ----- |
| 1989       | Espagnol           | El general en su laberinto             | -                                               | Bogota : Oveja Negra                     | 284   |
| 1989       | Allemand           | Der General in seinem Labyrinth: Roman | Dagmar Ploetz                                   | Cologne : Kiepenheuer & Witsch           | 359   |
| 1989       | Arabe              | Al-Jiniral fi matahatihi               | Salih Ilmani                                    | Nicosia : IBAL                           | 287   |
| 1989       | Norvégien (Bokmål) | Generalen i sin labyrint : roman       | ?                                               | Oslo : Gyldendal                         | 252   |
| 1989       | Portugais          | O General em seu Labirinto             | Moacir Werneck de Castro                        | Rio de Janeiro : Editora Record          | 281   |
| 1989       | Suédois            | Generalen i sin labyrint               | Jens Nordenhök                                  | Stockholm : Wahlström & Widstrand        | 267   |
| 1990       | Anglais            | The General in His Labyrinth           | Edith Grossman                                  | New York : Alfred A. Knopf               | 285   |
| 1990       | Français           | Le Général dans son labyrinthe         | Annie Morvan                                    | Paris : B. Grasset                       | 318   |
| 1990       | Turc               | Labirentindeki General                 | Inci Kut                                        | Istanbul : Can Yayinlari                 | 253   |
| 1990       | Basque             | Jenerala bere laberintoan              | Xabier Mendiguren                               | Saint-Sébastien : Eikar                  | 279   |
| 1991       | Hébreu             | General be-mavokh                      | Ritah Meltser and Amatsyah Porat                | Tel Aviv : Am Oved                       | 205   |
| 1991       | Japonais           | Meikyu no Shogun                       | Kimura Eiichi                                   | Tokyo: Shinchosha                        | 323   |
| 1991       | Persan             | Zhiniral dar hazar tu-yi khvad         | Hushang Asadi (à partir de la version anglaise) | Téhéran : Kitab-i Mahnaz                 | 237   |
| 1992       | Hongrois           | A tábornok útvesztője                  | Tomcsányi Zsuzsanna                             | Budapest : Magvető                       | 254   |
| 1992, 1996 | Italien            | Il generale nel suo labirinto          | Angelo Morino                                   | Milan : Mondadori                        | 286   |
| 1993       | Néerlandais        | De generaal in zijn labyrint           | Mieke Westra                                    | Amsterdam : Meulenhoff, 3e ed.           | 317   |
| 1993       | Polonais           | General w labiryncie                   | Zofia Wasitowa                                  | Varsovie : Pánstwowy Instytut Wydawniczy | 285   |
| 1995       | Chinois            | Mi gong zhong di jiang jun             | Chengdong Yin                                   | Taipei: Yun chen wen hua shi ye          | 321   |
| 1996       | Roumain            | Generalul în labirintul sau            | Mihaela Dumitrescu                              | Bucarest : RAO                           | 256   |
| 1999       | Vietnamien         | Tướng quân giữa mê hồn trận            | Nguy?n Trung Ð?c                                | Hanoï : H?i Nhà Van                      | 394   |
| 2000       | Albanais           | Gjenerali në labirintin e vet:Roman    | Nasi Lera                                       | Tirana : Mësonjëtorja e Parë             | 305   |
| n.m.       | Grec               | Ο στρατηγός μες στο Λαβύρινθό του      | Klaiti Sotiriadou - Barajas                     | Athènes : éditions Livanis               | 309   |